# 義大利政黨列表
目前有許多政黨在義大利運作。沒有單一政黨能獨自取得政權，因此必須與其他政黨組成執政聯盟。
歷史上，許多政黨在義大利運作。自第二次世界大戰以來，沒有任何政黨能獲得足夠支持單獨執政；因此，政黨通常組成政治聯盟與聯合政府。
在2022年義大利大選中，四個主要組織在義大利議會兩院獲得了大多數票數和席位：「中右翼聯盟」，由義大利兄弟黨、聯盟、意大利力量黨及其他小盟友組成；「中左翼聯盟」，由民主黨及其他小盟友組成；民粹主義的五星運動；以及自由派的行動－義大利活力黨（也稱為「第三極」）。
地方選舉中的政黨聯盟可能會因地區條件而與全國選舉有所不同（例如，在某些地區，民主黨與五星運動聯合，但在其他地區則否；民主黨與第三極亦是如此），以及存在一些只在地區活躍的地方政黨。

## 歷史
義大利的第一個現代政黨是於1892年成立的義大利社會黨。 在此之前，國內主要的政治派系歷史右翼和歷史左翼不能被歸類為政黨，而是由各自擁有選舉地盤的名流組成的簡單群體，這些群體根據各自的觀點聯合在一起。 在歷史極左翼的背景下，不時出現其他政黨，例如1895年成立的義大利共和黨 和1904年成立的義大利激進黨。
義大利社會黨將自己定位為群眾政黨，這種政黨形式在整個20世紀占主導地位。幾年後，義大利人民黨於1919年成立。這兩個政黨在法西斯主義興起之前的選舉中取得成功，並對舊自由派統治階級的力量和權威的喪失作出重要貢獻。自由派統治階級未能組建適當的政黨：1913年成立的自由聯盟並非一個統一的組織，而1922年成立的義大利自由黨又過於晚期。
1921年初，義大利共產黨成立，該黨是由義大利社會黨分裂而來。同年，貝尼托·墨索里尼創建了國家法西斯黨，並於次年通過進軍羅馬被任命為義大利首相。

## 活躍政黨

### 在意大利或歐洲議會中有代表的政黨
| 政黨 | 政黨                 | 成立年份 | 意識形態                    | 領袖                     | 眾議員    | 參議員   | 歐洲議會議員 | 聯合政黨     |
| ---- | -------------------- | -------- | --------------------------- | ------------------------ | --------- | -------- | ------------ | ------------ |
|      | 意大利兄弟黨         | 2012     | 民族保守主義 右翼民粹主義   | 喬治亞·梅洛尼            | 117 / 400 | 66 / 200 | 24 / 76      | DB DCR       |
|      | 意大利民主黨         | 2007     | 社會民主主義                | 埃莉·施萊恩              | 70 / 400  | 37 / 200 | 21 / 76      | DemoS CD CpE |
|      | 聯盟黨               | 2017     | 右翼民粹主義 保守主義       | 馬泰奧·薩爾維尼          | 65 / 400  | 29 / 200 | 8 / 76       | Fassa        |
|      | 五星運動             | 2009     | 民粹主義 綠色政治           | 朱塞佩·孔特              | 50 / 400  | 26 / 200 | 8 / 76       |              |
|      | 義大利力量黨         | 2013     | 自由保守主義 基督教民主主義 | 安東尼奧·塔亞尼          | 48 / 400  | 20 / 200 | 8 / 76       | NPSI         |
|      | 行動黨 (意大利)      | 2019     | 自由主義                    | 卡洛·卡倫達              | 10 / 400  | 2 / 200  | 0 / 76       |              |
|      | 義大利萬歲           | 2019     | 自由主義                    | 馬泰奧·倫齊              | 7 / 400   | 7 / 200  | 0 / 76       |              |
|      | 綠色歐洲             | 2021     | 綠色政治                    | 安傑洛·博內利            | 5 / 400   | 1 / 200  | 4 / 76       |              |
|      | 我們溫和派           | 2022     | 自由保守主義 基督教民主主義 | 毛里齊奧·盧皮            | 5 / 400   | 2 / 200  | 0 / 76       | CP           |
|      | 意大利左翼           | 2017     | 民主社會主義 生態社會主義   | 尼古拉·弗拉托亞尼        | 4 / 400   | 2 / 200  | 2 / 76       |              |
|      | 南蒂羅爾人民黨       | 1945     | 地方主義 德語少數族群利益   | 迪特·斯泰格              | 3 / 400   | 2 / 200  | 1 / 76       |              |
|      | 歐洲+                | 2017     | 自由主義 親歐主義           | 艾瑪·博尼諾              | 2 / 400   | 0 / 200  | 0 / 76       | RI FE        |
|      | 海外意大利人協會運動 | 2008     | 海外意大利人利益            | 里卡多·安東尼奧·梅洛     | 1 / 400   | 1 / 200  | 0 / 76       |              |
|      | 意大利勇氣黨         | 2021     | 自由保守主義                | 盧吉·布魯尼亞羅          | 1 / 400   | 1 / 200  | 0 / 76       |              |
|      | 中間聯盟（2002）     | 2002     | 基督教民主主義 社會保守主義 | 洛倫佐·切薩              | 1 / 400   | 1 / 200  | 0 / 76       |              |
|      | 南方呼喚北方         | 2022     | 地方主義 民粹主義           | 卡特諾·德盧卡            | 1 / 400   | 0 / 200  | 0 / 76       |              |
|      | 動物主義運動         | 2017     | 動物權利                    | 米凱拉·維多利亞·布蘭比拉 | 1 / 400   | 0 / 200  | 0 / 76       |              |
|      | 進步黨 (撒丁島)      | 2017     | 進步主義                    | 馬西莫·澤達              | 1 / 400   | 0 / 200  | 0 / 76       |              |
|      | 瓦萊達奧斯塔聯盟     | 1945     | 地方主義 法語少數族群利益   | 克里斯蒂娜·馬謝特        | 1 / 400   | 0 / 200  | 0 / 76       |              |
|      | 坎普基地             | 2022     | 地方主義                    | 米歇爾·雷奇              | 0 / 400   | 1 / 200  | 0 / 76       |              |

註釋
1. ↑  2020年，聯盟黨政治上取代了1991年成立並仍合法運作的北方聯盟。聯盟黨是一個邦聯政黨，由22個地區分支組成，其中一些在加入北方聯盟之前是自治政黨。該黨的南部分支最初於2014年組織為與薩爾維尼在一起，並於2018年併入聯盟黨。
2. ↑  僅活躍於南蒂羅爾。
3. ↑  僅活躍於撒丁島。
4. ↑  僅活躍於瓦萊達奧斯塔。
5. ↑  僅活躍於特倫蒂諾。

### 少數政黨
在全國或區域擁有少數席次，或在2008年大選獲得4%以上票數：
- 義大利價值黨（Radicali Italiani）
- 義大利聯盟（Alleanza per l'Italia）
- 我們南方黨（Noi Sud）
- 自治運動（Movimento per le Autonomie）
- 義大利明日大眾黨（I Popolari di Italia Domani）
- 左翼生态自由（Sinistra Ecologia Libertà）
- 重建共產黨（Partito della Rifondazione Comunista）
- 義大利共產黨人黨（Partito dei Comunisti Italiani)
- 義大利大眾黨（Popolari per l'Italia）
- 右派黨（La Destra）
- 南方大眾黨（Popolari per il Sud）
- 義大利社會主義黨（Partito Socialista Italiano）
- 綠色聯盟（Federazione dei Verdi）
- 三色火焰（Fiamma Tricolore）
- 義大利共和黨（Partito Repubblicano Italiano）
- 歐洲共和運動（Movimento Repubblicani Europei）
- 義大利自由黨 (2004年)（Partito Liberale Italiano）
- 自由民主黨（Liberal Democratici）
- 白玫瑰黨（Rosa Bianca）
- 中間聯盟（Alleanza di Centro）
- 基督教大眾聯盟（Federazione dei Cristiano Popolari）
- 工人共產黨（Partito Comunista dei Lavoratori）
- 新勢力黨（Forza Nuova）
- 關鍵左派（Sinistra Critica）
- 公民政治運動（Movimento Politico dei Cittadini）
- 義大利民主社會主義黨（Partito Socialista Democratico Italiano）
- 自由意志運動（Movimento Libertario）

### 區域政黨
在前次區域選舉拿到1%以上票數或是2席：
瓦萊達奧斯塔
- 瓦爾多坦聯盟（Union Valdôtaine）
- 自治、自由、參與、生態（Autonomie Liberté Partecipation Ecologie）
- 瓦萊達奧斯塔小白花黨（Stella Alpina Val d'Aosta）
- 自治聯盟（Fédération Autonomiste）
- 瓦萊達奧斯塔彩虹黨（Arcobaleno Vallée d'Aoste）
- 瓦萊達奧斯塔北方聯盟（Lega Nord Valle d'Aosta）

皮埃蒙特
- 皮埃蒙特北方聯盟（Lega Nord Piemont)
- 皮埃蒙特溫和黨（Moderati per il Piemonte）

倫巴底
- 倫巴底聯盟黨（Lega Lombarda）
- 倫巴底聯盟（Lega Alleanza Lombarda）

上阿迪傑/南提洛
- 南提洛人民黨（Südtiroler Volkspartei）
- 自由意志黨（Die Freiheitlichen）
- 綠黨（Verdi–Grüne–Vërc）
- 南提洛自由黨（Süd-Tiroler Freiheit）
- 南提洛聯盟（Union für Südtirol）
- 南提洛北方聯盟（Lega Nord Sud Tirolo）
- 單一義大利黨（Unitalia）
- 公民運動（Bürgerbewegung）
- 拉登政治運動（Moviment Politich Ladins）

特倫蒂諾
- 特倫蒂諾聯盟（Unione per il Trentino）
- 特倫蒂諾北方聯盟（Lega Nord Trentino）
- 特倫蒂諾提洛自治黨（Partito Autonomista Trentino Tirolese）
- 特倫蒂諾忠誠黨（Leali al Trentino）
- 聯合谷黨（Valli Unite）
- 特倫蒂諾民主黨（Democratici per il Trentino）
- 特倫蒂諾管理黨（Amministrare il Trentino）
- 拉登自治聯盟（Unione Autonomista Ladina）

威尼托
- 威尼托聯盟（Liga Veneta）
- 東北方案（Progetto Nord-Est）
- 威尼托共和聯盟（Liga Veneta Repubblica）
- 威尼托歐洲人民黨（Veneto per il PPE）
- 東北聯盟（Unione Nord-Est）

弗留利-威尼斯朱利亞
- 弗留利-威尼斯朱利亞北方聯盟（Lega Nord Friuli-Venezia Giulia）
- 總統公民黨（Cittadini per il Presidente）
- 斯洛維尼亞人聯盟（Slovenska Skupnost）

艾米利亞-羅馬涅
- 艾米利亞北方聯盟（Lega Nord Emilia）
- 羅馬涅北方聯盟（Lega Nord Romagna）

利古里亞
- 利古里亞北方聯盟（Lega Nord Liguria）

托斯卡納
- 托斯卡納北方聯盟（Lega Nord Toscana）

坎帕尼亞
- 聯邦民主黨（Democrazia Federalista）
- 民主大眾黨（Popolari Democratici）

巴斯利卡塔
- 聯合大眾黨（Popolari Uniti）

阿普利亞
- 阿普利亞優先黨（La Puglia Prima di Tutto）
- 溫和與大眾黨（Moderati e Popolari）
- 我南方黨（Io Sud）
- 南方行動聯盟（Lega d'Azione Meridionale）

薩丁尼亞
- 薩丁尼亞改革黨（Riformatori Sardi）
- 薩丁尼亞行動黨（Partito Sardo d'Azione）
- 薩丁尼亞民主聯盟（Unione Democratica Sarda）
- 紅色摩爾人黨（Rosso Mori）
- 薩丁尼亞獨立共和黨（Indipendèntzia Repùbrica de Sardigna）
- 薩丁尼亞人民黨（Partito del Popolo Sardo）
- 薩丁尼亞國家黨（Sardigna Natzione）

西西里
- 南方陣線（Forza del Sud）

### 海外義大利人政黨
2008年大選中在單一選區獲得15%以上或1席議員
- 海外義大利人聯合運動（Movimento Associativo Italiani all'Estero）
- 南美義大利人聯盟（Associazioni Italiane in Sud America）